# Intento de golpe de Estado en la República Democrática del Congo de 2004
El intento de golpe de Estado de 2004 en la República Democrática del Congo (RDC) fue un golpe de Estado frustrado contra el gobierno de transición respaldado por la ONU, dirigido por miembros renegados de la guardia presidencial, incluido el mayor Eric Lenge. A las 2:40 am, hora local, del 11 de junio, las fuerzas rebeldes tomaron brevemente el control de las estaciones de transmisión estatales y anunciaron la suspensión de las instituciones de transición del país, asumiendo el propio mayor Lenge el control. La capital del país, Kinshasha, también experimentó un apagón, supuestamente causado por los rebeldes. Al carecer del apoyo de funcionarios del gobierno o de potencias externas, el golpe fracasó.
Al amanecer, a las 5:15 a. m., las tropas leales habían recuperado con éxito el control de la radio estatal y obligaron al mayor Lenge y sus hombres a retirarse a una base militar en Kinshasha. En la capital se escucharon bombardeos y disparos mientras se producían enfrentamientos en la base militar, el centro de la ciudad y la residencia presidencial. Según los informes, los hombres de Lenge buscaron refugio contactando con varias embajadas extranjeras. Al mediodía, doce de los veinte soldados que acompañaban al cabecilla a la base ya habían sido detenidos, mientras que el resto huyó, incluido el mayor Lenge. Posteriormente fue rodeado en el aeropuerto Ndjili de Kinshasa por fuerzas gubernamentales. Sin embargo, el mayor Lenge y sus hombres lograron huir en un convoy de jeeps. Finalmente evadió la captura, lo que llevó a figuras de la oposición a acusar a Kabila de dar él mismo el golpe para obtener poderes de emergencia.[cita requerida] En respuesta, un portavoz presidencial explicó que la renuencia a utilizar la fuerza para no poner en peligro a los civiles fue la razón principal por la que las fuerzas gubernamentales no lograron capturar rápidamente al mayor Lenge. En julio, fue extraditado desde Brazzaville, República del Congo, a la República Democrática del Congo.
La comunidad internacional condenó en general el intento de golpe: el presidente de la Unión Africana, Alpha Oumar Konare, elogió al gobierno de transición por haber sido capaz de reprimir el golpe mientras que las Naciones Unidas en la República Democrática del Congo (MONUC) apoyaron firmemente al gobierno de transición y denunciaron cualquier amenaza al proceso de transición.